# 早瀬めぐ
早瀬 めぐ（はやせ めぐ・1984年9月3日 - ）は、神奈川県出身の元レースクイーン。
スタイルコーポレーションに所属していたが、2010年5月17日の撮影会をもって退所した。

## 人物
- 身長…165cm
- スリーサイズ…B:84cm、W:58cm、H:85cm
- 血液型…O型
- 特技…ダンス、サーフィン
- 同じ芸名の表記で2012年の時点で活動が確認されている人物は、全くの別人である[1]。

## 主な活動
- 2005年：SUPER GT「Team GAIKOKUYA ings super RACE QUEEN」
- 2005～2007年：スーパー耐久「ings Super Race Queen」[2]
- 2008年：K-1 WORLD GPラウンドガール

## DVD
- レースクイーンの女神たち2005“Cute Queen”早瀬めぐ（マジカル・2005年10月12日発売）
- レースクイーンの女神たち2005“Cute Queen”RACE QUEEN SCRAMBLE 2（マジカル・2005年10月12日発売）
- Megu Hayase admiration（スタイルコーポレーション・2007年12月16日発売）